# Domaine et manoir de Belle-Rivière
Pour les articles homonymes, voir Belle Rivière.
Le domaine et manoir de Belle-Rivière est un immeuble patrimonial construit en 1804 située dans le secteur Sainte-Scholastique, de la ville de Mirabel, dans la région administrative des Laurentides, au Québec, au Canada.
Ce domaine seigneurial est situé au 8106, rue de Belle-Rivière, à Mirabel. Cet immeuble patrimonial a été la propriété du cégep de Saint-Jérôme ; son centre de formation en environnement y est aménagé, avant d'être vendu à la ville de Mirabel.

## Description
Ce domaine patrimonial est constitué d'un terrain boisé aux abords de la rivière Belle-Rivière, entouré de zones agricoles. Ce bien est classé immeuble patrimonial. L'immeuble a surtout eu une vocation résidentielle (manoirs seigneuriaux). Le domaine et manoir de Belle-Rivière comporte une vaste demeure construite en 1804, soit le manoir en pierre d'un corps de logis de forme rectangulaire d'un étage et demi. Il comporte une annexe latérale plus récente en retrait de la façade, qui servait sans doute de cuisine d'été; cette annexe est dotée d'un imposant four à pain au sous-sol. Chacune de ces deux bâtisses a un toit aigu à deux versants aux larmiers retroussés en tôle à baguettes. Le site comporte aussi un ancien hangar à grain en pierre est également situé à l'arrière du manoir.
L'architecture du manoir est d'inspiration française. Le manoir comporte des lucarnes à fronton. Les fenêtres sont à battants à petits carreaux. La porte principale est en bois, à panneaux et vitrage, à imposte. Jadis, le manoir servait à la fois de résidence et de bureau au seigneur. Jadis, les bâtisses autour du manoir servaient aux opérations du manoir ainsi qu'à la subsistance du seigneur et de ses censitaires.

## Histoire
Quatre Sulpiciens arrivent en 1657 à Montréal. Les Sulpiciens deviennent alors seigneurs des lieux. En 1717, ils obtiennent par concession la seigneurie du Lac-des-Deux-Montagnes. Les Sulpiciens aménagent leur domaine d'Oka et s'y installent dès 1721. Ils font construire en 1787 un  moulin. Toutefois, le moulin ne répond pas aux attentes des censitaires qui sont forcés à faire un long parcours pour s'y rendre. Conséquemment un deuxième moulin est érigé en 1804 à Belle-Rivière au même moment que l'érection du manoir. Ce dernier servait de résidence au meunier. Le prête économe qui était chargé de percevoir les cens, venait au manoir une fois l'an, généralement en hiver. Les Sulpiciens y résidaient lors des récoltes annuelles. Les Sulpiciens quittèrent le domaine en 1911,.
Entre 1830 et 1850, le manoir aurait subi des transformations[Lesquelles ?].
Le manoir et le domaine sont classés comme immeuble patrimonial le 9 juillet 1963. Le manoir est exproprié lors de l'établissement de l'aéroport international de Mirabel durant les années 1970. Il a ensuite été sauvé de justesse de la destruction. En 1988, il est cédé au Cégep de Saint-Jérôme à des fins d’enseignement et d’apprentissage.
En 2018, le Cégep de Saint-Jérôme vend le manoir à la ville de Mirabel.

## Toponymie
Ce site fut jadis désigné sous différentes formes: ancienne seigneurie des Sulpiciens, Domaine de Belle-Rivière, Maison Robert-Burger, Manoir de Belle-Rivière et Manoir des Sulpiciens.
Ce domaine seigneurial a été classé comme immeuble patrimonial, le 9 juillet 1963. Le toponyme « Domaine et manoir de Belle-Rivière » a été officialisé le 7 mai 2003 à la Commission de toponymie du Québec.